# Per G. Braathen
Per Georg Braathen, född i november 1960 i Norge, är en norsk investerare. Han äger sedan 1992 holdingbolaget Braganza, tidigare med säte i Norge och från 2014 med säte i Sverige. 
Per G. Braathen är MBA från Schiller Internatrional Universitys filial i London. Han är barnbarn till Ludvig G. Braathen, som 1926 grundade Ludv. G. Braathens Rederi. Per G. Braathen blev omkring 1989 vd för charterflygföretaget Always. Han har också varit chef för reseföretagen Saga Solreiser i Norge och Tjæreborg i Danmark. År 2002 köpte han genom Braganza det svenska flygbolaget Malmö Aviation. Han är ordförande i styrelserna för Braganza och sedan 2018 också för Scandic Hotels